# Jim Geelen
Pour les articles homonymes, voir Geelen.
Jim Geelen est un mathématicien canadien, spécialiste de théorie des graphes et de la théorie des matroïdes. Il est professeur au Département de combinatoire et d'optimisation de la faculté de mathématiques (en) de l'université de Waterloo, où il est titulaire de la Chaire de recherche du Canada en optimisation combinatoire.

## Formation et carrière
Il a obtenu un baccalauréat ès sciences en 1992 de l'université Curtin en Australie et a obtenu son doctorat en 1996 à l'université de Waterloo sous la direction de William Cunningham, avec une thèse intitulée « Matchings, Matroids and Unimodular Matrices ». Après de brèves bourses postdoctorales aux Pays-Bas, en Allemagne et au Japon, il est retourné à l'université de Waterloo en 1997.

## Travaux
Il est connu pour ses travaux sur la théorie des matroïdes et l'extension du projet Graph Minors aux matroïdes représentables.

## Prix et distinctions
En 2003, il a remporté le prix Fulkerson avec ses co-auteurs A.M.H. Gerards et A. Kapoor pour leurs recherches sur la conjecture des mineurs exclus (en) de Rota à propos des mineurs de matroïdes (en),,. En 2006, il a remporté le prix Coxeter-James décerné par la Société mathématique du Canada.

## Publications
- avec G. Whittle: « Inequivalent representations of matroids over prime fields », Adv. in Applied Math., vol 51, 2013, p. 1–175
- avec B. Gerards, G. Whittle: « On inequivalent representations of matroids over nonprime fields », J. Comb. Theory B, vol 100, 2010, p. 740–743
- avec Gerards, Whittle: « Excluding a planar graph from GF(q)-representable matroids », J. Comb. Theory B, vol 97, 2007, p. 971–998